# Hebereke's Popoon
Hebereke's Popoon (へべれけのぽぷーん Hebereke no Popūn?) es un videojuego de puzle de Sunsoft publicado como Super Nintendo en 22 de diciembre de 1993 en Japón y en 1994 en Europa, y también se lanzó como Arcade en junio de 1994. Es el segundo título de la serie del mismo nombre y es basada. También fue relanzado como Project EGG en 8 de marzo de 2011 en Japón.